# Karl Marcus
Karl Jakob Marcus, född 1 februari 1873 i Stockholm, död 30 december 1935, var en svensk läkare, syssling till Henry Marcus.
Marcus blev student 1890, avlade sina medicinska examina vid Karolinska institutet och blev 1910 medicine doktor och 1913 docent i syfilidologi där. År 1912 blev han, efter att vid flera tillfällen studerat syfilidologi utomlands, överläkare och direktör för Sankt Görans sjukhus. Han var dessutom marinläkare av 2:a graden i reserven (1902-12). Marcus blev medlem av Arméns sjukvårdsstyrelses vetenskapliga råd 1918, av Medicinalstyrelsens dito 1921, särskilt tillkallad sakkunnig inom Civildepartementet för utarbetande av lag mot utbredning av könssjukdomarna 1917, medlem av kommittén för sexualundervisning 1918 och sekreterare vid kongresser och i vetenskapliga sammanslutningar. Åren 1913-20 höll han populära föreläsningar över könssjukdomarna för både vuxna och ungdom och gav kurser för medicine kandidater i dermatologi. Marcus var även medlem av flera utländska vetenskapliga samfund.